# 36 (عدد)
36 (ستة وثلاثون)هو عدد صحيح  يلي العدد 35 ويسبق العدد 37 وهو عدد طبيعي موجب.

## خاصيته الرياضياتية
- 36 عدد زوجي
- 36 مربع كامل 6² = 36
- 36 ينتمي إلى ثلاثية فيثاغورس : 36²+77²=85²
- 36 أصغر عدد يكتب في صيغة 4 كتابات مختلفة لمجموع عددين أولين: 36 = 5+31 = 7+29 = 13+23 = 17+19
- 36 عدد مثلثي 36 = 1 + 2 + 3 + 4 + 5 + 6 + 7 + 8. و هو عدد مضلعي يمثل ثلاثي عشر الأضلاع
- 36 عدد عدد فيردمان لأنه يتكون من الأرقام 6 و 3. و 36 = 6*6
- 36 عدد يتككر فيه رقم واحد في نظام العد الرباعي
- 36 عدد مرتبط بالصدف
- 36 عدد زائد
- 36 ليس عدد سعيد